# Annabad

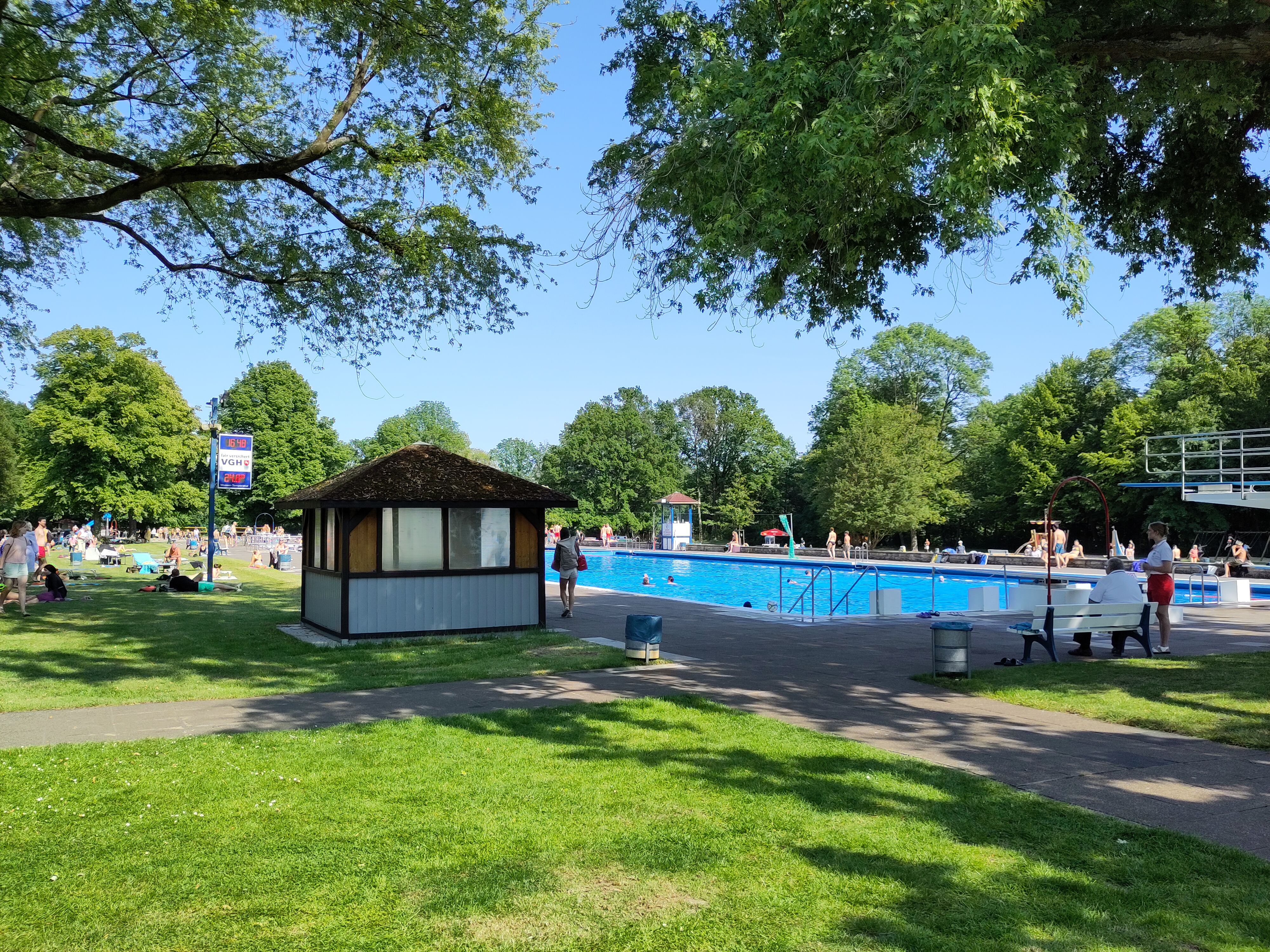
Schwimmerbecken mit Sprunganlage und Temperaturanzeige

Das Annabad, auch unter dem Namen Kleefelder Bad bekannt, ist ein Freibad im hannoverschen Stadtteil Kleefeld. Es befindet sich neben dem Annateich im Hermann-Löns-Park. Das Annabad ist zwar ein städtisches Freibad, wird aber seit 1996 vom Polizei-Sportverein Hannover betrieben.

## Beschreibung

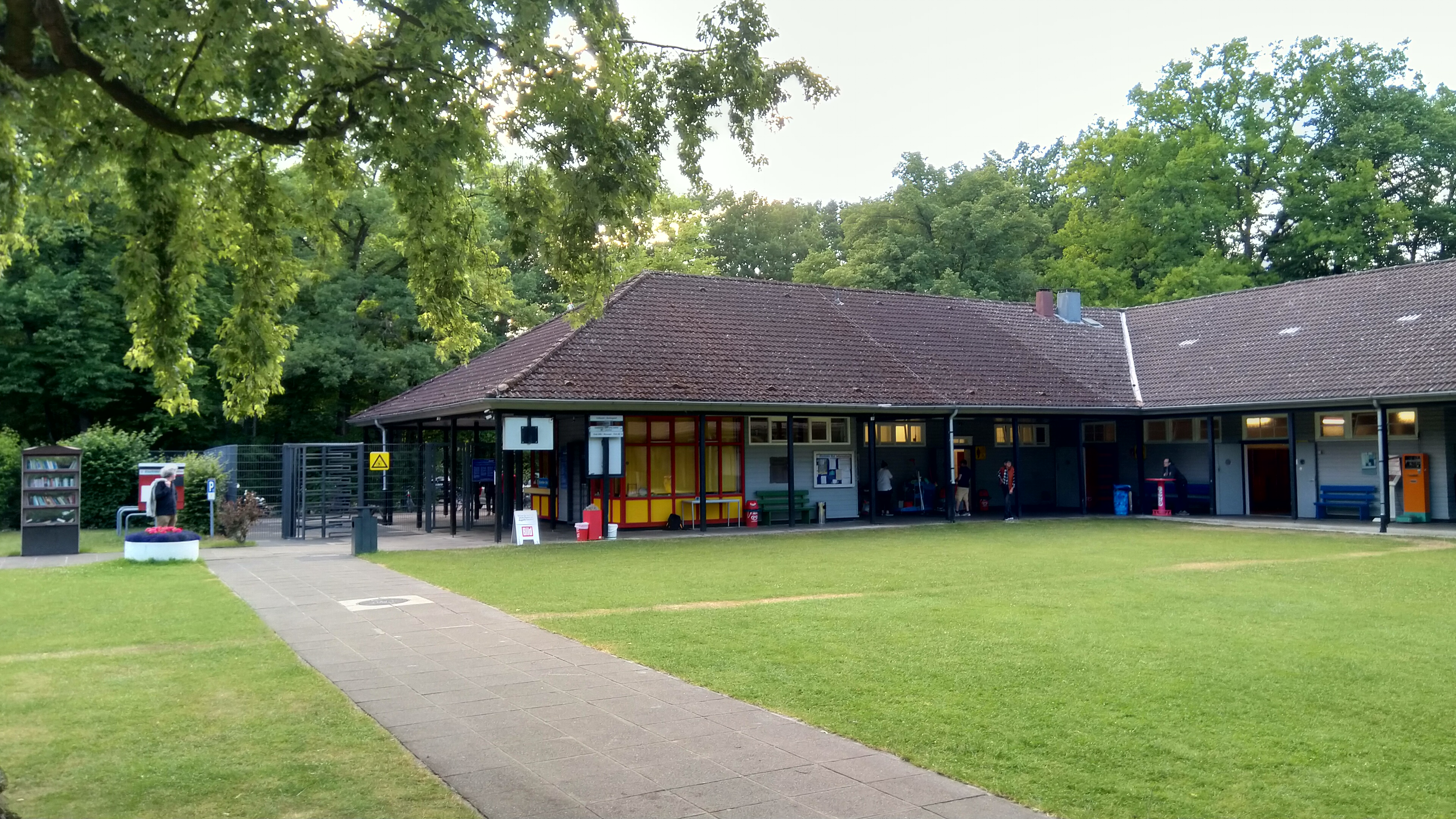
Eingangsbereich von innen gesehen

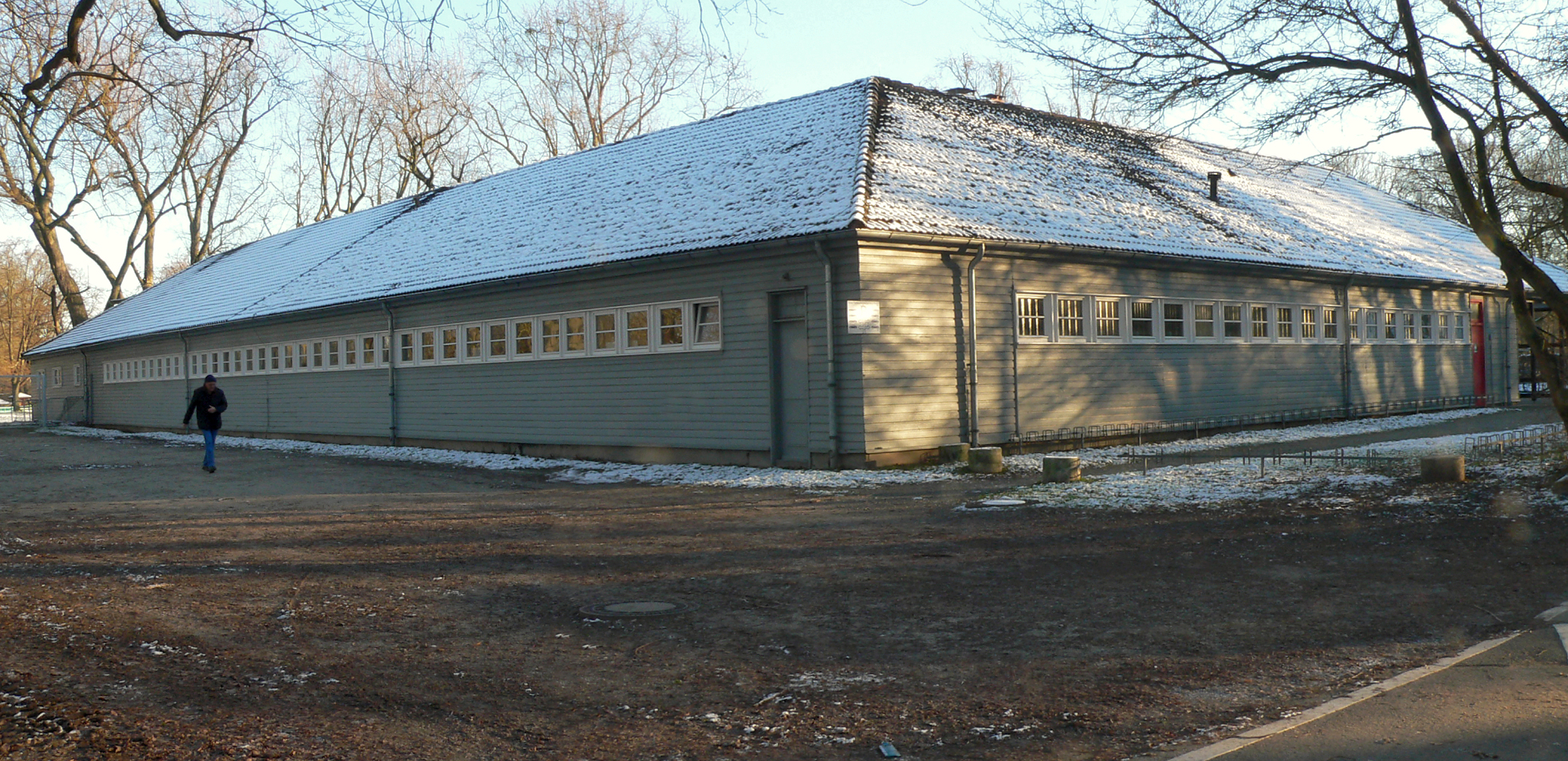
Umkleiden von außen

Das Annabad hat als Hauptbecken ein 50 × 21 Meter großes Schwimmerbecken mit 1- und 3-Meter-Sprungbrettern. Außerdem verfügt es über zwei Nichtschwimmerbecken von 20 × 21 m und 30 × 20 m Größe sowie ein Planschbecken. Die beiden Nichtschwimmerbecken haben jeweils Rutschen und das Größere einen zusätzlichen Einstieg für Behinderte. Das Schwimmerbecken, das kleinere Nichtschwimmerbecken und das Planschbecken werden auf eine Wassertemperatur von mindestens 22 °C beheizt. Das größere Nichtschwimmerbecken wird nicht beheizt.
Das Areal des Freibades hat eine Gesamtfläche von rund 50.000 m², auf der sich Liegewiesen und ein Bereich mit einem alten Baumbestand befinden. Auf dem Freibadgelände finden sich drei Beachvolleyball-Felder, ein kleiner Rasen-Fußballplatz und ein Beachsoccerfeld, Tischtennisplatten sowie Spielmöglichkeiten für Kinder mit Sandkasten, Klettergerüsten und Schaukeln. Es gibt einen Kiosk mit Imbiss und Terrasse.
Die jährliche Saisoneröffnung unter Teilnahme regionaler Prominenz aus Politik, Verwaltung und Wirtschaft wurde in jüngerer Zeit immer weiter nach vorne verlegt. Seit der Übernahme der Betriebsführung durch den Polizei-Sportverein Hannover eröffnet das Bad immer als erstes Freibad in Hannover. Die Eröffnung im Jahr 2019 erfolgte bereits am 26. April, so früh wie nie zuvor. Im Herbst schließt es als letztes Freibad der Stadt. Im Jahr der Dürre und Hitze in Europa 2018 blieb es bis 14. Oktober geöffnet, ebenfalls ein historisches Rekorddatum.
Im Jahr 2018 war das Annabad mit 236.400 Besuchern wie schon in den Vorjahren das am stärksten frequentierte der sieben öffentlichen Freibäder der Stadt. Ein Besucherrekord wurde am 30. Juni 2019 mit 11.500 Tagesbesuchern aufgestellt.
Zu den Veranstaltungen im Annabad zählen Wasserball-Punktspiele des Polizei-Sportvereins Hannover und Jugendcamps verschiedener Vereinssparten auf dem Wiesengelände. Jedes Jahr im September die internen Wettbewerbe „Swim and Run“ der Polizei Niedersachsen mit über 1.000 Teilnehmern statt. Seit 2010 wird vom Netzwerk der Medizinischen Hochschule Hannover ein Sponsorenschwimmen zugunsten schwerkranker Kinder durchgeführt.

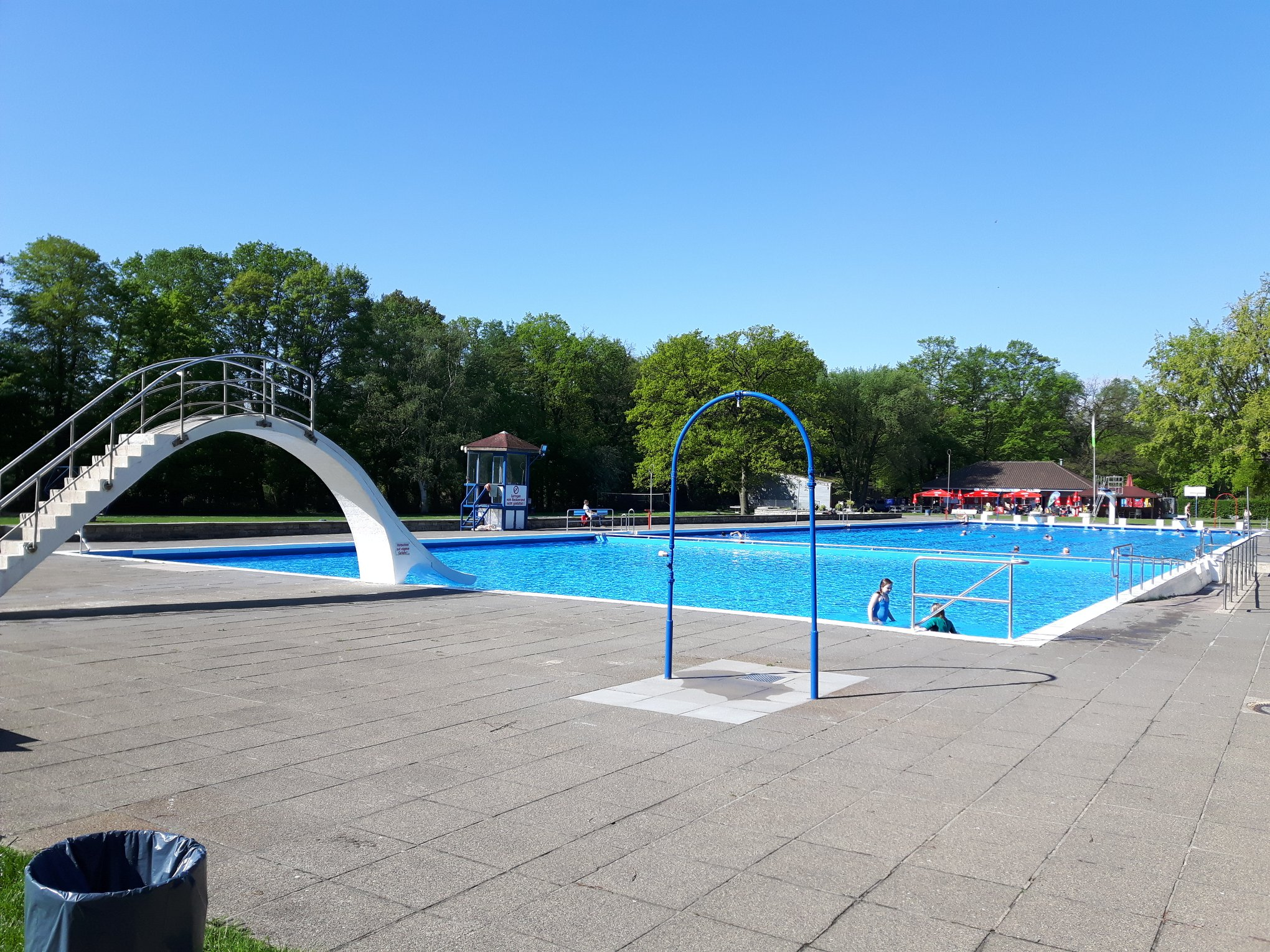
Die beiden Hauptbecken des Freibads
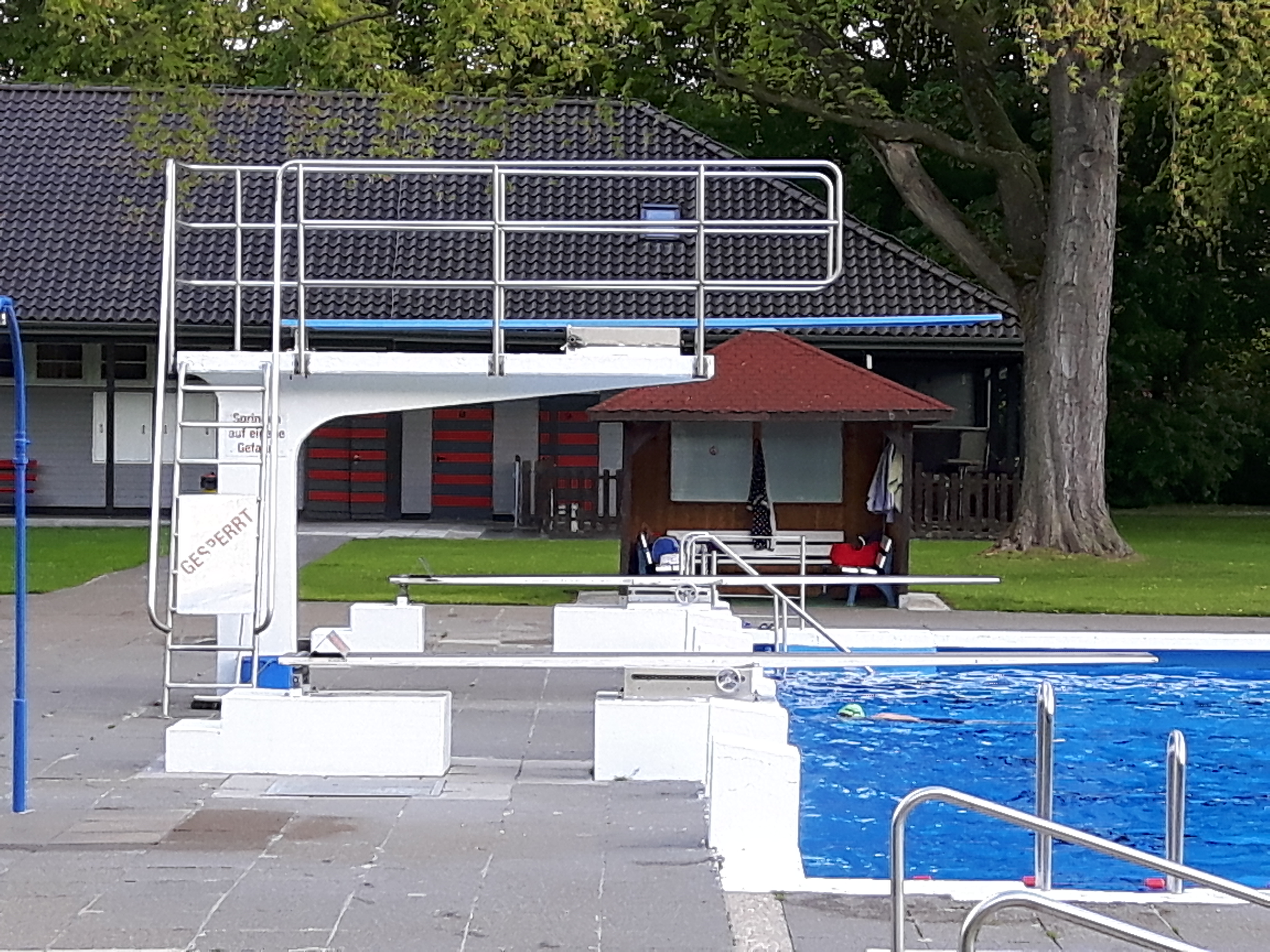
Sprunganlage, im Hintergrund Umkleidegebäude
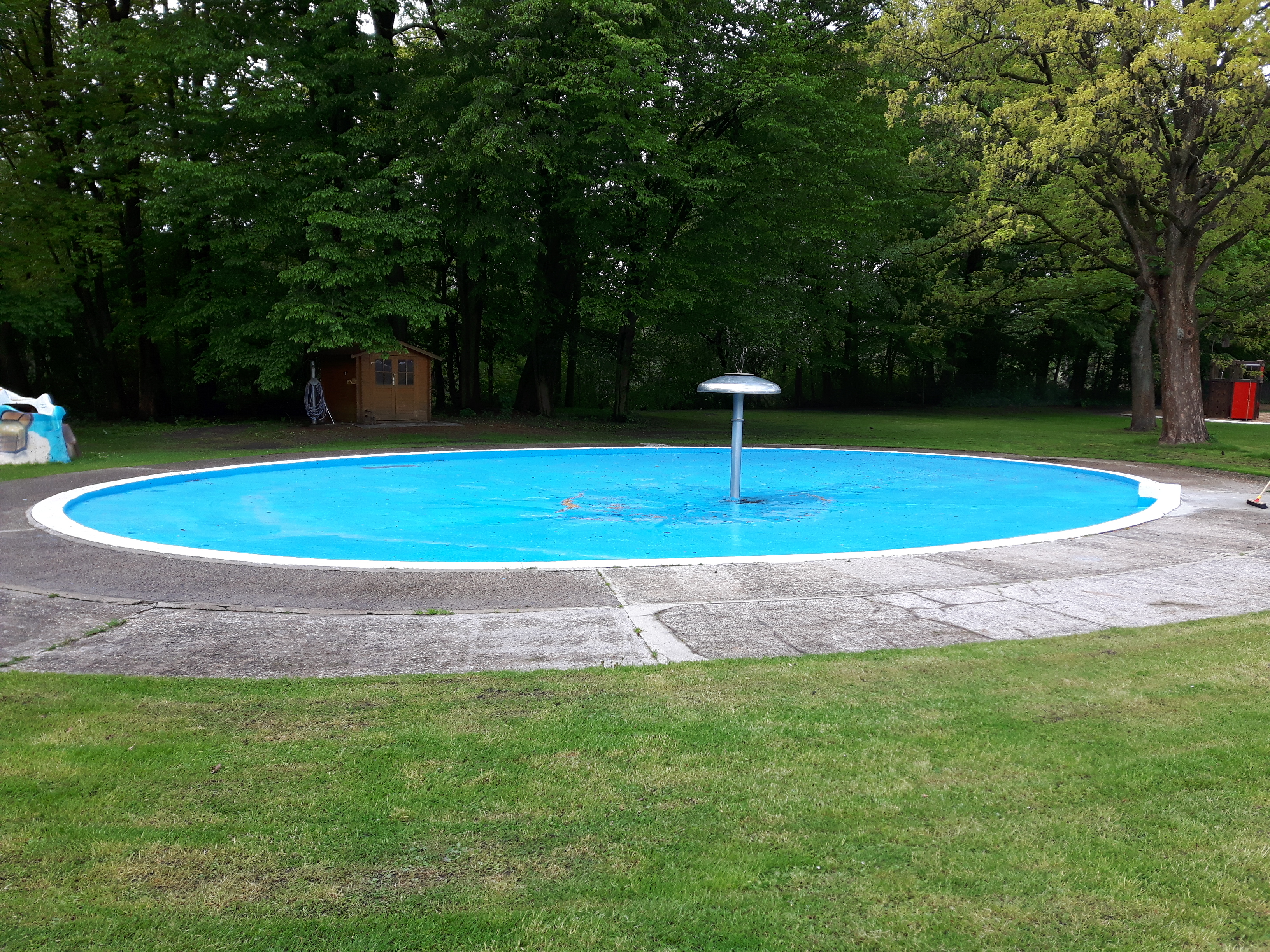
Planschbecken
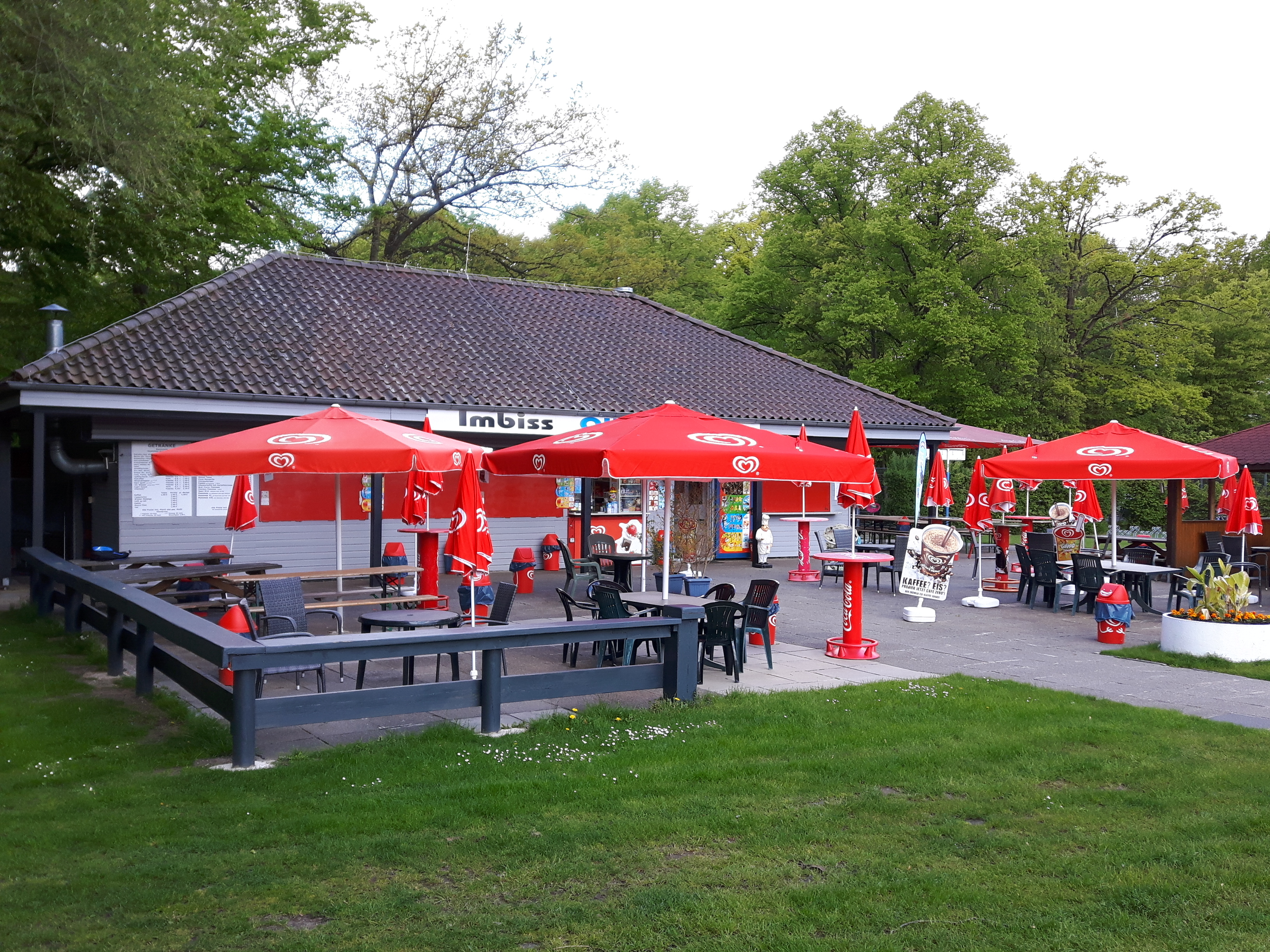
Gastronomiebereich

## Geschichte

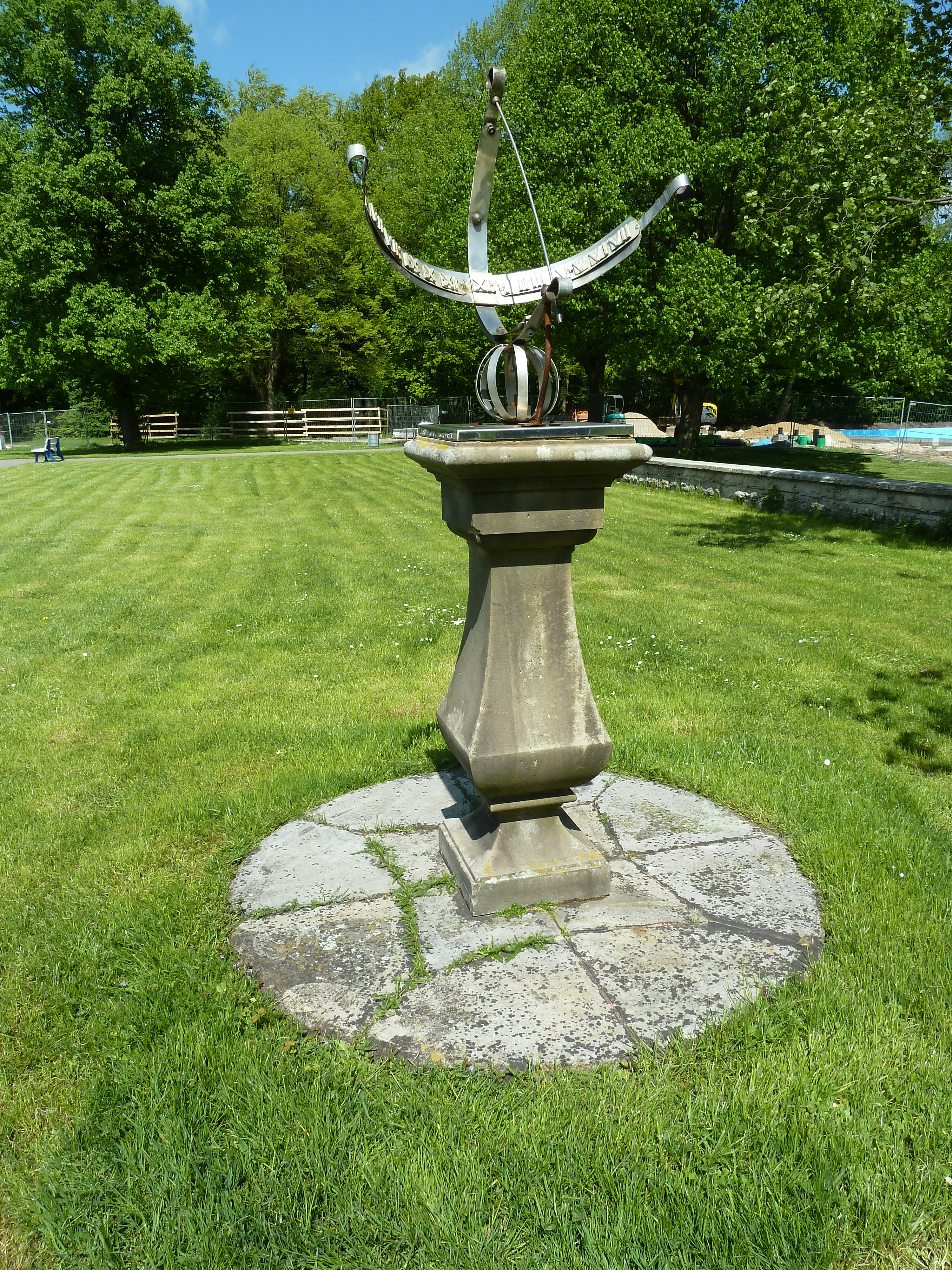
Sonnenuhr auf der Liegewiese des Annabads

Das Annabad wurde am 16. Juni 1937 durch Oberbürgermeister Arthur Menge unter dem Namen Volksbad Kleefeld feierlich eröffnet, allerdings setzte sich in der Öffentlichkeit der inoffizielle Name Annabad durch. Von 1945 bis 1954 gehörte es der britischen Besatzungsmacht und wurde ausschließlich von dieser genutzt. 1954 wurde es wieder für die einheimische Bevölkerung freigegeben. 1969 bekam das Annabad eine Schwimmbeckenheizung. 1970 wurde es offiziell in Kleefelder Bad umbenannt. Dieser Name ist bis heute gültig, findet aber in der Öffentlichkeit eher wenig Verwendung. 1995 wurde das damals marode Annabad von einer Bürgerinitiative vor der Schließung gerettet. Die Betriebsführung wurde 1996 von der Stadtverwaltung Hannover an den Polizei-Sportverein Hannover übergeben. 2004 wurde das Annabad in das Verzeichnis der Baudenkmale aufgenommen. Im Jahr 2007 wurde das Bad an das städtische Fernwärmenetz angeschlossen. 2011 kam es aufgrund einer Großspende zu Anbauten an das Umkleidegebäude, in denen sich die Schwimmabteilung des Polizei-Sportverein Clubräume eingerichtet hat.